# ヴィルホ・ネノネン

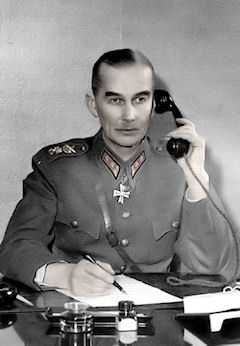
ヴィルホ・ネノネン

ヴィルホ・ネノネン（Vilho Nenonen；1883年 – 1960年）は、フィンランドの軍人。砲兵大将。
1901年に幼年団、1903年にミハイロフ砲兵学校を卒業し、ロシア帝国軍に勤務。1909年、ミハイロフ砲兵アカデミーを卒業。ピョートル大帝要塞守備隊の砲兵大隊長として、第一次世界大戦に従軍。十月革命後、フィンランドに帰国し、フィンランド軍とその砲兵隊の創設に参加した。
1918年～1919年、兵器本部長となり、火砲及び重火器の充足を監督した。1920年～1937年、砲兵総監。1923年～1924年、国防相を兼任。1937年～1940年、国防省兵器会議議長。
第二次世界大戦時、総司令官本営附属最高軍事会議に入った。1940年、派米軍事代表団の団長となり、武器供給問題に従事した。1940年～1947年、砲兵総監。
1950年、ヘルシンキ大学の名誉博士。